# Ardisia sadirioides
Ardisia sadirioides är en viveväxtart som beskrevs av C.M.Hu, P.K.Lôc. Ardisia sadirioides ingår i släktet Ardisia och familjen viveväxter. Inga underarter finns listade i Catalogue of Life.